# Montana (Bulgária)
Montana (búlgaro: Монтана) é uma cidade  da Bulgária localizada no distrito de Montana.

## População
| Montana (Bulgária) | Montana (Bulgária) | Montana (Bulgária) | Montana (Bulgária) | Montana (Bulgária) | Montana (Bulgária) | Montana (Bulgária) | Montana (Bulgária) | Montana (Bulgária) | Montana (Bulgária) | Montana (Bulgária) | Montana (Bulgária) | Montana (Bulgária) | Montana (Bulgária) | Montana (Bulgária) | Montana (Bulgária) | Montana (Bulgária) | Montana (Bulgária) | Montana (Bulgária) | Montana (Bulgária) |
| --- | ------------------ | ------------------ | ------------------ | ------------------ | ------------------ | ------------------ | ------------------ | ------------------ | ------------------ | ------------------ | ------------------ | ------------------ | ------------------ | ------------------ | ------------------ | ------------------ | ------------------ | ------------------ | ------------------ |
| Ano | 1887               | 1910               | 1934               | 1946               | 1956               | 1965               | 1975               | 1985               | 1992               | 2001               | 2002               | 2003               | 2004               | 2005               | 2006               | 2007               | 2008               | 2009               | 2010               |
| População |                    |                    |                    | 8,049              | 13,399             | 26,985             | 40,085             | 52,231             | 52,476             | 49,176             | 49,142             | 48,632             | 47,815             | 47,414             | 46,866             | 46,727             | 45,934             | 45,760             | 45,350             |
| Fontes: Instituto Nacional de Estatísticas, „citypopulation.de“, „pop-stat.mashke.org“, Bulgarian Academy of Sciences |                    |                    |                    |                    |                    |                    |                    |                    |                    |                    |                    |                    |                    |                    |                    |                    |                    |                    |                    |